# Anders Golding
Anders Golding (Aalborg, 12 maggio 1984) è un tiratore a volo danese, vincitore di una medaglia d'argento ai Giochi olimpici di Londra 2012.

## Biografia
Di professione carpentiere, Golding può dedicare all'allenamento solo una parte della sua giornata e utilizza le ferie per trascorrere l'inverno ad allenarsi in Italia, a Taranto, paese natale del commissario tecnico della squadra danese Pietro Genga, insieme al resto del team scandinavo, allenandosi nel poligono situato all'interno dello stabilimento Ilva di Taranto. 
Proprio agli operai dell'azienda tarantina, che a ridosso del periodo dei Giochi olimpici di Londra 2012 hanno vissuto momenti difficili come la chiusura per sequestro di alcune aree dello stabilimento da parte del GIP di Taranto e la conseguente perdita del proprio lavoro, Golding ha dedicato loro la medaglia d'argento conquistata a Londra nello skeet.

## Palmarès
Giochi olimpici
- 1 medaglia:
  - 1 argento (skeet a Londra 2012).

Campionati europei juniores
- 2 medaglie:
  - 2 argenti (skeet a Zagabria 2001; skeet a Nicosia 2004).